# Kommende Gartow

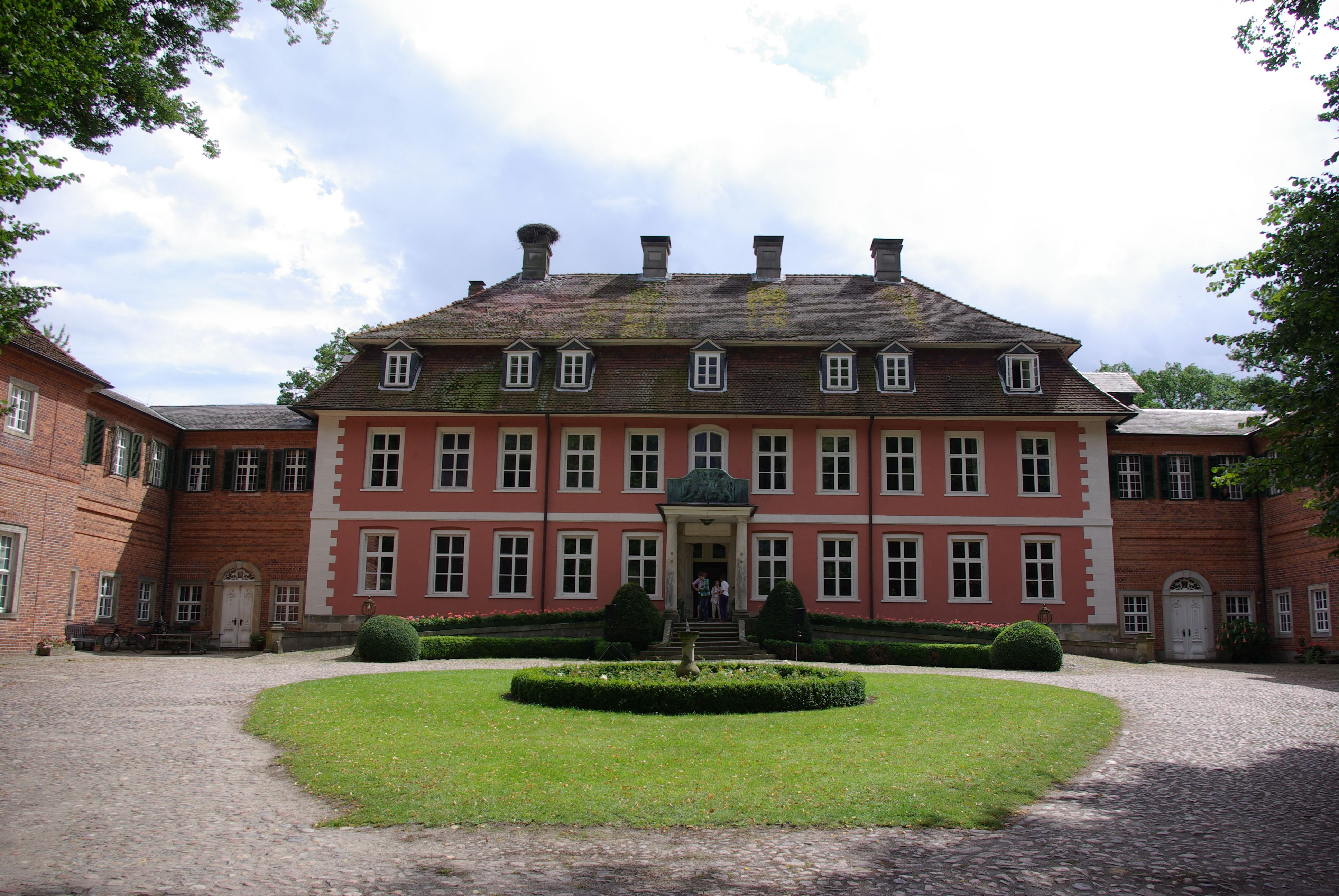
Schloss Gartow

Die Kommende Gartow war eine Niederlassung des Johanniterordens der Ballei Brandenburg im Flecken Gartow (Landkreis Lüchow-Dannenberg, Niedersachsen). Haus und Städtchen Gartow sowie das Zubehör (23 Dörfer, Höfe oder Einzelbesitzungen) wurde 1360/64 vom Johanniterorden erworben. 1371 ist die Kommende erstmals urkundlich genannt. Das Gebiet der Kommende Gartow gehörte um 1300 noch zur Altmark und damit zur Mark Brandenburg. Nach dem Aussterben der Askanier drangen die Herzöge von Lüneburg in das Gebiet vor, ab etwa dem 15. Jahrhundert gehörte Gartow zum Fürstentum Lüneburg. Bereits 1438 verkaufte der Johanniterorden das Gebiet der Kommende Gartow an Adlige der näheren Umgebung zu einem Erblehen. Die Kommende Gartow darf nicht mit der Kommende Gardow in Mecklenburg (später Komturei Nemerow genannt) verwechselt werden.

## Geschichte
Gartow und das Gebiet der 1371 erstmals so genannten Kommende Gartow lag im Interessengebiet der brandenburgischen Markgrafen, der Welfen mit ihren Linien in Lüneburg und Braunschweig sowie kurzzeitig auch der Herzöge von Mecklenburg, die das Gartow gegenüber liegende Land Lenzen unter ihre Kontrolle bringen konnten. Daher ist eine kurze Übersicht der politischen Situation vor dem Erwerb von Gartow von Interesse.

### Vorgeschichte
Nach Wolfgang Podehl war Gartow zu Beginn des 14. Jahrhunderts eine askanische, zur Altmark gehörende Grenzburg zum Fürstentum Lüneberg. Sie war der Stammsitz eines Adelsgeschlechts, das sich nach dieser Burg von Gartow oder auch von der Gartow nannte. Nach ihrem Wappen gehörten sie zur Burgmannschaft der Burg Salzwedel. Am 14. August 1319 starb der brandenburgische Markgraf Waldemar völlig überraschend. Waldemar hatte seiner Frau Agnes, Tochter des brandenburgischen Markgrafen Hermann, für den Fall seines Todes die westlich der Elbe liegenden Besitzung Tangermünde, Gardelegen, Stendal, Salzwedel und Osterburg als Wittum zugewiesen. In diesem Machtvakuum, zumal in einer Zeit mit zwei deutschen Königen, sicherte sich Herzog Rudolf I. von Sachsen-Wittenberg die Vormundschaft über die Markgrafenwitwe. Um sich dieser Vormundschaft zu entziehen, heiratete Agnes von Brandenburg noch vor Dezember 1319 den Herzog Otto, genannt „den Milden“ von Braunschweig(-Lüneburg). Die Altmark kam nun weitgehend unter die Kontrolle von Herzog Otto „dem Milden“ und seiner Frau Agnes, die durch ihr umfangreiches Wittum eine sehr starke Stellung gegenüber ihrem Mann hatte und auch selbständig als Herrin der Altmark handelnd in Erscheinung trat.
Erst 1322 konnte sich König Ludwig in der Schlacht bei Mühldorf gegen seinen Kontrahenten, den Gegenkönig Friedrich den Schönen durchsetzen. König Ludwig zog die Mark Brandenburg als erledigtes Reichslehen ein. 1323 setzte er seinen erst achtjährigen Sohn Ludwig, „den Brandenburger“ als neuen Markgrafen von Brandenburg ein. Sein Vormund und Statthalter in der Mark Brandenburg war bis 1330 Graf Berthold VII. von Henneberg-Schleusingen.
Schon in den 1320er Jahren versuchte Herzog Otto „der Strenge“ von Lüneburg durch Kauf (1321 ein Viertel der Burg von Friedrich von Gartow) und schlichte Nötigung in den Besitz von ganz Gartow zu kommen. Die von Gartow mussten ihm 1322 auf „ewige Zeiten die Burghut“ geloben. Auch das östlich davon gelegene Städtchen Schnackenburg mit seinem wichtigen Elbzoll war schon 1320 oder 1321 an den Herzog von Lüneburg gefallen. Zwar versuchte Erzbischof Burchard von Magdeburg als Oberlehensherr der Altmark, Gartow und Schnackenburg zurückzuerobern; er unterlag jedoch. 1322 eroberte Heinrich II., genannt „der Löwe“, das Städtchen, der sich auf der anderen Seite der Elbe die Prignitz und das Land Lenzen angeeignet hatte. Im weiteren Verlauf der 1320er Jahre trat nun auch der neue Markgraf von Brandenburg handelnd in Erscheinung. 1324 erreichte er einen Friedensvertrag mit Rudolf von Sachsen-Wittenberg, 1325 konnte er Schnackenburg von Heinrich II. wieder einlösen. 1327 kam es schließlich zu Kämpfen zwischen Markgraf Ludwig und Herzog Otto „dem Strengen“, die mit der sog. Sühne von 1328 oder dem Frieden von Lüneburg zunächst beendet wurden. Darin verpflichteten sich Herzog Otto „der Strenge“ von Lüneburg und seine beiden Söhne Otto III. und Wilhelm II. zur Rückgabe von Gartow, als es margreve Woldemar hatte, und gaben ihre Ansprüche auf Gartow und Schnackenburg auf. Dafür verzichtete Markgraf Ludwig auf seine Ansprüche auf die Grafschaft Lüchow. Das von Herzog Otto dem Strengen erworbene Viertel der Burg wurde an die von Gartow zurückgegeben, und die von Gartow nahmen die Burg Gartow von Markgraf Ludwig zu Lehen.
Doch Herzog Otto „der Milde“ von Braunschweig fühlte sich nicht an die Abmachung gebunden. Mit Hilfe seiner (entfernten) Vettern, den Herzögen Otto und Wilhelm von Lüneburg, eroberte er Gartow und den vorgelagerten Werder Hobeck aufs Neue. Die Burg in Gartow muss dabei oder kurz vorher zerstört worden sein. Denn um 1330 errichtete Herzog Otto der Milde mit Zustimmung seiner (entfernten) Vettern, der Herzöge Otto und Wilhelm von Lüneburg (ihr Vater Otto der Strenge war am 10. April 1330 verstorben), eine neue Burg bei Gartow, die sie unter sich teilten. Letztere übergaben am 5. Februar 1332 ihre Hälfte der Burg den Brüdern Friedrich, Henning und Baldewin als herzoglichen Amtleuten. Bald darauf lieferten die Braunschweiger Herzöge Otto der Milde und seine Brüder Ernst und Magnus ihre Hälfte der Burg ihren Vettern Otto und Wilhelm von Lüneburg aus, erhielten dafür aber die Hälfte des Werders Hobeck mit seinen Dörfern.
Hier hatten die Herzöge von Braunschweig anscheinend schon zu Markgraf Waldemars Zeiten Besitz. 1318 verlieh Herzog Otto der Milde das Dorf Höhbeck an die Ritter Henning und Friedrich von Gartow. Die von Gartow waren damals also Lehnleute der brandenburgischen Markgrafen und der Herzöge von Braunschweig. Nach Otto des Milden Tod 1344 verlieh sein Nachfolger und Bruder Magnus I. den Hobeck an den lahmen Friedrich von Gartow.
Nach 1332 stellten sich also folgende Besitzverhältnisse dar: Das Städtchen Gartow mit Schloss und Zubehör (südlich davon) gehörte um diese Zeit den von Gartow als Lehen des Herzöge Otto III. und Wilhelm von Lüneburg. Dagegen gehörte der Hobeck mit seinen Dörfern den Herzögen von Braunschweig, und der Werder Krummendeich mit seinen Dörfern und das Städtchen Schnackenburg gehörte zur Mark Brandenburg.
Als Ergebnis der Territorialpolitik der Johanniter wurden Schloss und Städtchen Gartow, der Hobeck und der Krummendeich bis 1360 in der Hand des Johanniterordens vereinigt.

### Der Erwerb des Territoriums der Kommende Gartow

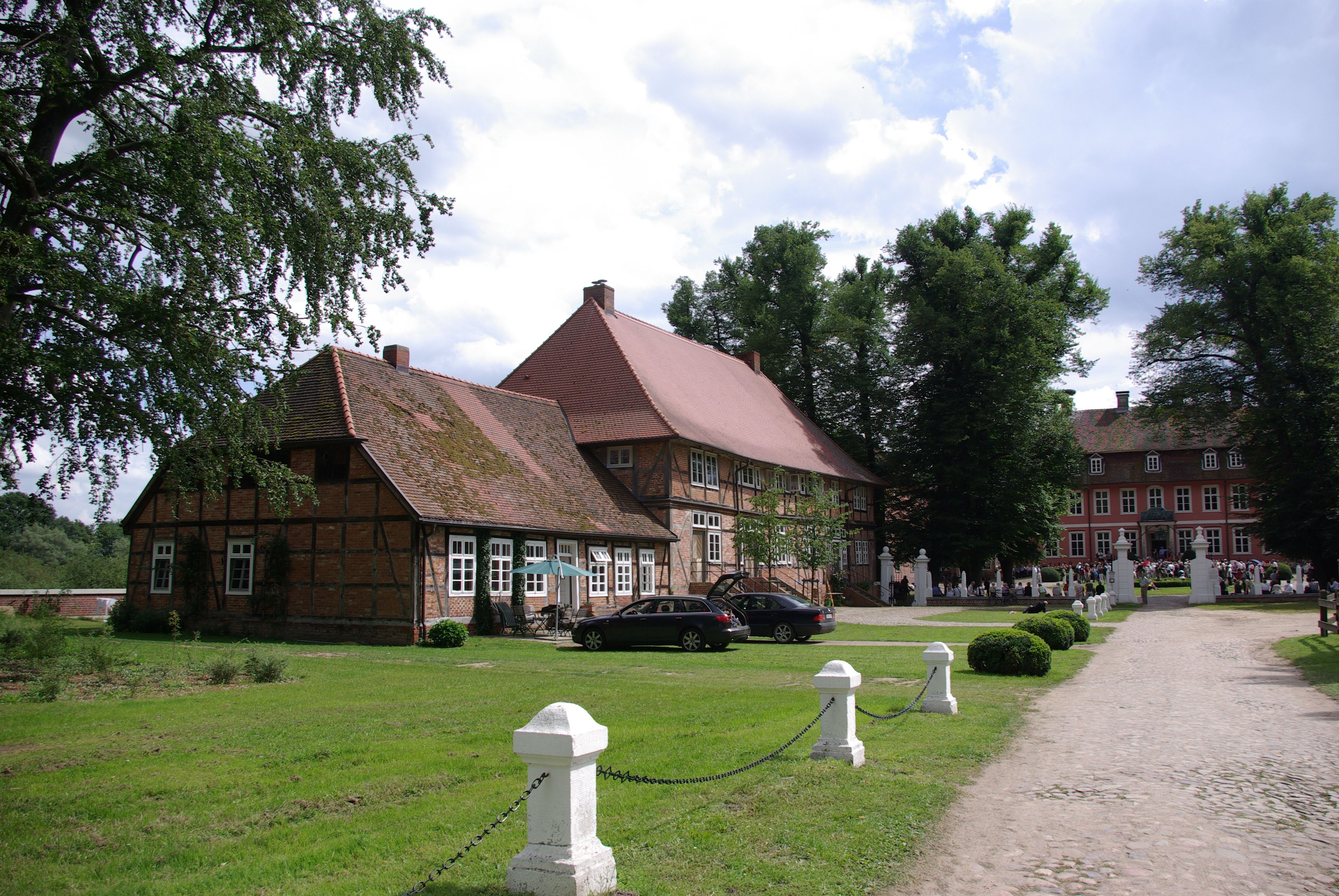
Nebengebäude, rechts das ehemalige Brauhaus

1338 verglichen sich die Brüder Friedrich, Henning und Boldewin von Gartow mit der Stadt Stendal. Am 19. Februar 1340 verkaufte Henning von Gartow die Hälfte des großen Hofes zu Getlitz (Gedelitz) an Dietrich Brewitz in Salzwedel. Sein Sohn Heinrich gab seine Zustimmung zu dem Verkauf.
Am 17. Juli 1346 verkaufte Boldewin von Gartow einige Besitzungen bei Gartow und in Getlitz an Albrecht von Dannenberg und Wernher, Henrich und Henning von der Schulenburg. 1347 war Heinrich von Gartow gestorben. Daraufhin belehnte Markgraf Ludwig seinen Sohn Friedrich von Gartow mit den väterlichen Gütern, das waren: vier Zählstücke in Quarnstedt, vier Zählstücke in Brunsdorf, in Holtorf, Crissow und den Hof Overland, das obere und niedere Gericht, das auf zwei Zählstücke taxiert wurde, aber auch bis zehn Zählstücke betragen konnte. Am 1. September 1355 verkaufte Busso von Gartow ein Sechstel von Gartow mit Kapern, Restorf, Vietze und Brünkendorf an Ritter Albrecht von Dannenberg.
Am 16. Januar 1360 schenkten die brandenburgischen Markgrafen Ludwig der Römer und Otto „der Faule“ dem Johanniterherrenmeister Hermann von Werberg das Eigentum über die Insel Krummendeich. Genannt werden die Dörfer Quarnstedt (Quernstede), Tzedemerstorp, Kryssow, Holtorf, der Hof Overland, der Hof Krughe, Kapern (Koperen), Gummern (Gummeren), der Hof Pankeren, Hoghen Wenstorp, Brunstorp und Stresow. Sie behielten sich aber die Stadt Schnackenburg und den dortigen (Elb-)Zoll vor.
Am 1. Februar 1360 verkaufte dann Hannes von Gartow dem Johanniter-Herrenmeister Hermann von Werberg Besitzungen auf dem Hoberg um sechs Mark Stendalischen Silbers.
Am 1. Mai 1360 verkauften die Brüder Werner (IV.) und Henrik (I.) von der Schulenburg und ihre Vettern Henning und Bernt dem Johanniterorden ihren Anteil am Haus und Städtchen Gartow mit seinem Zubehör. In der Urkunde wird auch erwähnt, dass dieser Anteil von Gartow früher dem alten Friedrich von Gartow und dem langen Henrich von Gartow gehört hatte. Wann sie diesen Anteil erworben hatten, ist nicht bekannt. Die Urkunde beschreibt auch das Zubehör bzw. die zu Gartow gehörenden Dörfer (die z. T. heute nicht mehr existieren):
- Quarnstedt (quarstidde)
- Brunstorp (?)
- Holtorf (holtorp)
- krissow (?)
- hogen wentorp (?)
- Gummern (gummern)
- hof tu pangken (?)
- hof to dem ouerland (?)
- hof to dem krughe
- to tzedemerstorp (?), eine Hufe
- de licht up dem bloutenberge, eine halbe Hufe
- de licht to der Steghe
- Restorf (Redekestorp), vief visschere de lange hinrikes weren, und drye visscherie, die olde fredereks werin
- Viere (vire) ganzes Dorf
- Tczichow halb
- Vietze (grozen vitze und lutteken vitze allent)
- Pevestorf (to beyden Pywestorp)
- nygendorp ganz
- Wuluesholte, halb
- Meetschow (metzkow), halb
- Prezelle (beczelle), halb
- werle, halb
- Santekow, ganz
- und wat olde frederik und lange hinrik hadden in dem dorpe hangesforde
- met vyscheryge, met Jaget, met molnen, wintmolnen und watermolnen, met allen teghden grote und kleine, met korntegheden und vleschteheden, met allen gerichten hoghsten und sidesten an halfe und an hant.

Am 16. Juni 1360 erlaubten Markgraf Ludwig der Römer und Otto dem Johanniterorden bzw. dem Herrenmeister (Meistere und gebiedere) Hermann von Werberg den Kauf von Gartow unter dem Vorbehalt, dass ihnen das Schloss Gartow offen gehalten wird. Gartow gehörte damals zum Bistum Verden.
1364 erteilte schließlich auch Herzog Wilhelm von Braunschweig und Lüneberg seine Zustimmung zum Verkauf von Gartow mit dem Städtchen durch die von Schulenburg an den Johanniterorden, vertreten durch den Ghemene Bedere (Herrenmeister) Bernd von der Schulenburg. Gartow mit Zubehör war ein Lehen des Herzogs Wilhelm. Allerdings war die Zustimmung an viele Bedingungen geknüpft, u. a. das Recht auf Wiedereinlösung und Öffnung des Schlosses. Offenbar sollte Gartow zuerst der Kommende Süpplingenburg unterstellt werden. Spätestens bis zum Jahr 1362 wurde schon ein Komtur ernannt, als Albrecht von Dannenberg als erster Komtur von Gartow erwähnt wird.
Am 16. Oktober 1371 bestätigte Herzog Magnus II. den Johannitern erneut den Besitz von Gartow. Kurz danach plante der Johanniterorden die Kommende Gartow wieder zu veräußern, denn am 24. November 1375 gab Herzog Magnus II. von Braunschweig-Lüneburg seine Erlaubnis zur Veräußerung von Gartow. Allerdings kam es schließlich doch nicht zum Verkauf.
1375 wird die Kommende Gartow auch im Landbuch Karls IV. erwähnt. Das Gebiet um Gartow wurde damals wieder oder noch zur Altmark gerechnet. Gartow ist hier neben Werbyn, Tempelhofe, Lysen und Gorgast unter der Überschrift Castra et domus ordinis s. Johannis Jerosolimitani aufgeführt. 1376 nahm Bernhard von der Schulenburg an der Kapitelsitzung im Heimbach teil.
1378 verkaufte Heinrich von Dannenberg mit Zustimmung seiner Vettern Otto und Segeband einen Hof bei Holtorf, genannt der hof van deme krughe, für zehn Mark Brandenburgisches Silber an den Johanniterorden.
1390 wurden Gartow und Schnackenburg durch die Herzöge Bernhard I. und Heinrich I. von Braunschweig-Lüneburg belagert und erobert. Die Gründe dafür sind nicht ganz ersichtlich.
Am 20. Mai 1438 verkaufte der damalige Meyster und g. bedyger Nyckel terebach die Hälfte von Gartow für 1.500 gute Rheinische Gulden und 600 Lübeckische Mark an Werner von der Schulenberg den Älteren zu Erblehen. Am selben Tag stellten auch Ficke von Bülow und sein Sohn Hinrick von Bülow einen Lehenrevers über die andere Hälfte von Haus und Städtchen Gartow, die Hälfte des Hobeck, an der Heide und dem Krummendeich aus; hier ist keine Kaufsumme genannt. Manecke gibt als Kaufsumme 4.500 rheinische Gulden an. 1441 soll Vicke von Bülow den von der Schulenburgs ihren Anteil abgekauft haben. Die von Bülow waren auch im Besitz der Burg Gorleben. Danach blieb Gartow im Besitz der Familie von Bülow bis 1694. In diesem Jahr kaufte Andreas Gottlieb von Bernstorff, Kanzler des Herzogs Georg Wilhelm zu Braunschweig-Lüneburg und später erster Minister des Kurfürsten von Hannover, des späteren Königs Georg I. von Großbritannien die Gutsherrschaft Gartow mit 24 Dörfern von den Vettern Kurd und Jobst von Bülow für 34.000 Taler. Gartow blieb danach im Besitz derer von Bernstorff. Gartow blieb aber formell im Lehensbesitz der Ballei Brandenburg des Johanniterordens. Schloss Gartow und große Ländereien, meist Waldgebiete, gehören heute noch der Familie.

## Komture/Kommendatoren
Die Komture bzw. Kommendatoren der Kommende Gartow sind bisher noch nicht vollständig ermittelt.
- 1362 Albrecht von Dannenberg[14]
- 1370 bis 1376[18] Bernd von der Schulenburg, Bruder in Sunte Johans Orden zu Garthow (1372: Funktion nicht überliefert)[25][26][27][28][Anmerkung 2]
- 1400 Busso von Alvensleben.[29] Er war 1411 frater in Werben und von 1418 bis 1426 Generalpräzeptor (oder Herrenmeister) in der Ballei Brandenburg.
- 1432 Heinrich von Redern[30] 1435–37 Komtur in Wietersheim, 1438 bis mind. 1453 Komtur in Werben